# Хирівка
Хирівка — колишнє село у Суботцівській сільській громаді Кропивницького району Кіровоградської області. Таку ж назву мала розташована поруч залізнична станція (від 2 вересня 1980 року — Чорноліська)..
Колишнє село тепер становить північно-східну частину села Богданівка (зокрема, район вулиці Вокзальної).
Приміщення станції Хирівка було здано в експлуатацію у 1912 році. Оскільки на той час поруч уже була станція Богданівка, нова станція отримала назву сусіднього села — Хирівка (Чутівка), розташованого на північ від Богданівки, на лівому березі річки Інгулець, при впаданні в неї річки Чутної.
Станція розташована поруч із Чорним лісом, який дав станції її сучасну назву.

## Городище
Городище на місці міста-фортеці (можливо, кімерійського часу — кінець ІХ — перша половина VII ст. до н. е., чорноліська культура). Розташоване на березі р. Чорноліски, обведене трьома паралельними рядами валів і ровів, з 265 пізнішими курганами між другим і третім рядом. Існувало й за скіфської доби.
Останні великі організовані розкопки велися на городищі 1949 року під керівництвом академіка О. Тереножкіна.
Розглядаючи питання про етнічну приналежність лісостепових племен, які населяли в означений час цю місцевість, О. І. Тереножкін дійшов висновку, що вони були праслов'янами.